# Nastro d'argento al millor actor en una pel·lícula de comèdia
El Nastro d'argento (Cinta de plata) és un premi cinematogràfic concedit anyalment, des de 1946, pel Sindicat Nacional de Periodistes Cinematogràfics Italians (Sindacato Nazionale dei Giornalisti Cinematografici Italiani) l'associació italiana de crítics de cinema. Aquesta és la llista dels guanyadors del Nastro d'argento al millor actor en una pel·lícula de comèdia, que es van atorgar per primer cop el 2018.

## Guanyadors
Els guanyadors estan indicats en negreta, seguits dels altres candidats.

### Anys 2010-2019
- 2018:[3]
  - Antonio Albanese - Come un gatto in tangenziale
  - Carlo Buccirosso i Giampaolo Morelli - Ammore e malavita
  - Sergio Castellitto - Il tuttofare
  - Edoardo Leo - Smetto quando voglio - Ad honorem i Io c'è
  - Marco Giallini - Io sono Tempesta
  - Massimo Popolizio - Sono tornato
  - Carlo Verdone - Benedetta follia

- 2019 Stefano Fresi - C'è tempo, L'uomo che comprò la Luna, Ma cosa ci dice il cervello[4]
  - Paolo Calabresi i Guglielmo Poggi - Bentornato Presidente
  - Corrado Guzzanti - La prima pietra
  - Fabio De Luigi - 10 giorni senza mamma, Ti presento Sofia
  - Alessandro Gassmann i Fabrizio Bentivoglio - Croce e delizia

### Anys 2020-2029
- 2020 Valerio Mastandrea – Figli[5]
  - Luca Argentero – Brave ragazze
  - Giorgio Colangeli – Lontano lontano
  - Giampaolo Morelli – 7 ore per farti innamorare
  - Gianmarco Tognazzi – Sono solo fantasmi